# Interbau 57
Interbau 57 was een internationale architectuurtentoonstelling in 1957 in West-Berlijn. Het was de 14e gespecialiseerde tentoonstelling die door het Bureau International des Expositions werd erkend. Het zwaartepunt was het herbouwde Hansaviertel, het gebied rond het metrostation Hansaplatz. Daarnaast maakten ook de Wohnmaschine tussen de jaarbeurs (Berliner Messe) , het Olympisch stadion en het congresgebouw (Kongresshalle, later Haus der Kulturen der Welt) deel uit van de tentoonstelling.

## Inleiding
De herbouw van het in de Tweede Wereldoorlog verwoeste Hansaviertel werd vanaf 1956 ter hand genomen onder leiding van Otto Bartning. Voor de inrichting van het gebied was een prijsvraag uitgeschreven die werd gewonnen door Gerhard Jobst en Willy Kreuer. Hun plan vormde, in iets gewijzigde vorm, de basis voor de herbouw.
53 architecten uit 13 landen ontwierpen de gebouwen in de naoorlogse wederopbouwstijl. De gebouwen, voornamelijk hoogbouw, werden geplaatst in een parklandschap langs de Stadtbahn tussen de stations Tiergarten en Bellevue. Uitzonderingen zijn de Unité d'Habitation (Wohnmaschine) van Le Corbusier in het westen van de stad en het Congresgebouw aan de oostkant van het stadspark Tiergarten (Hugh Stubbins). Het metrostation Hansaplatz maakte ook deel uit van de Interbau 57. Tijdens de tentoonstelling was er een pendeldienst naar station Zoo door de tunnel van de toen in aanbouw zijnde metrolijn U9.

## De bouwwerken

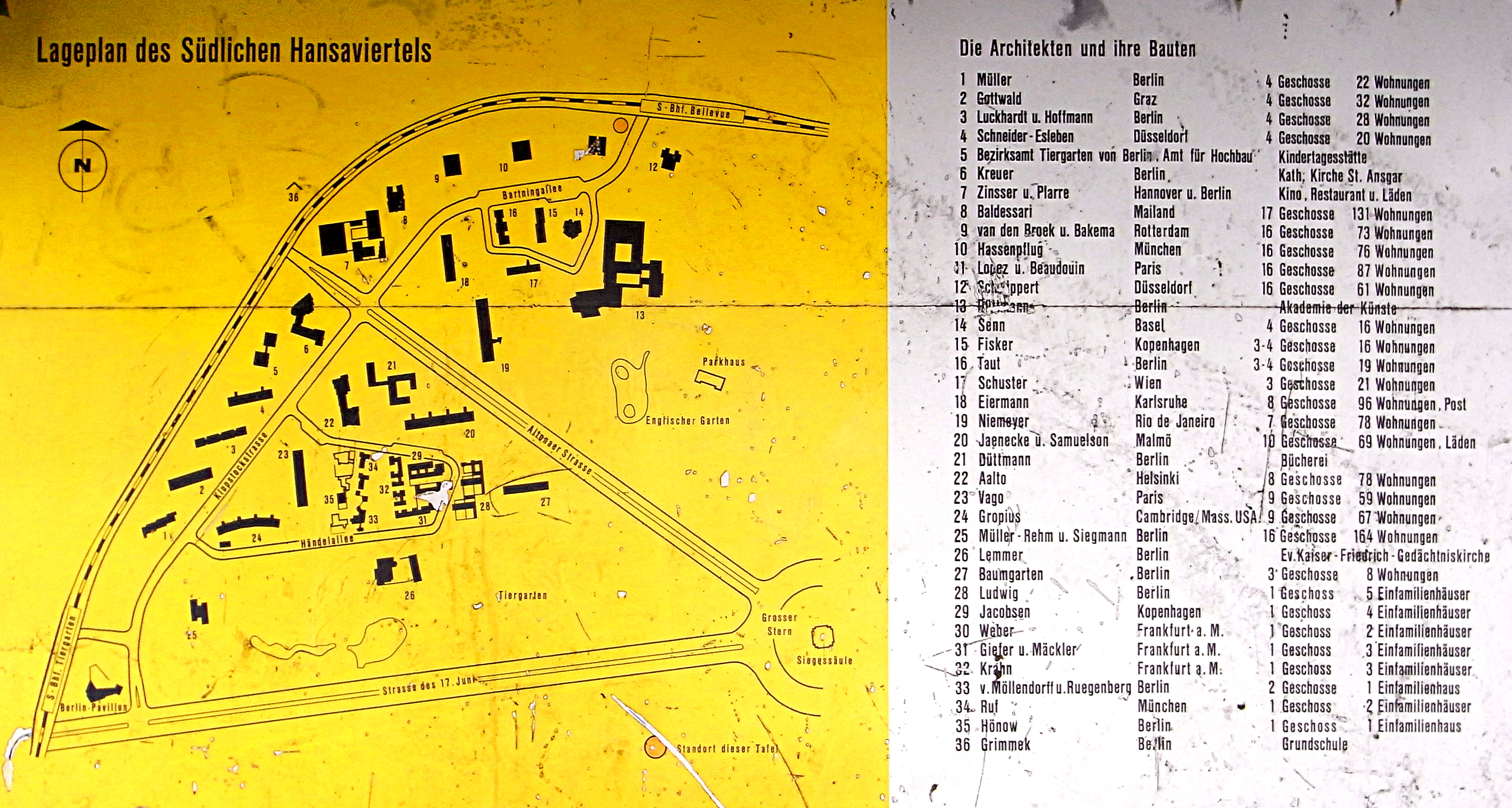
Plattegrond Interbau 57

Nummering als op plattegrond, gebouw 0 is het paviljoen bij de "ingang" (linksonder) naast station Tiergarten, de school (36) ligt aan de westkant van het spoor, de nummers 37 en 38 liggen elders in de stad en 39 is het metrostation onder het kruispunt bij het winkelcentrum (7). Een aantal gebouwen stonden wel in het plan maar zijn pas na de tentoonstelling gerealiseerd.
| Gebouw | Naam                              | Type                          | Architect                                   | Adres                                     | Bouwperiode | Inzender         |
| ------ | --------------------------------- | ----------------------------- | ------------------------------------------- | ----------------------------------------- | ----------- | ---------------- |
| 0      | Berlin-Pavillon                   | Paviljoen                     | Daniel Gogel en Hermann Fehling             | Straße des 17. Juni, 100                  | 1957        | Duitsland        |
| 1      |                                   | Flatgebouw                    | Hans Christian Müller                       | Klopstockstraße 7–11                      | 1957        | Oostenrijk       |
| 2      |                                   | Flatgebouw                    | Günter Gottwald                             | Klopstockstraße 13–17                     | 1956-1957   | Duitsland        |
| 3      |                                   | Flatgebouw                    | Wassili Luckhardt en Hubert Walter Hoffmann | Klopstockstraße 19–23                     | 1957-1958   | Duitsland        |
| 4      |                                   | Flatgebouw                    | Paul Schneider-Esleben                      | Klopstockstraße 25–27                     | 1957-1958   | Duitsland        |
| 5      |                                   | Kinderopvang                  | Hochbauamt Tiergarten                       | Klopstockstraße 29                        | rond 1960   | Duitsland        |
| 6      | St. Ansgar Kerk                   | RK. kerk met parochiehuis     | Willy Kreuer                                | Klopstockstraße 31                        | 1957        | Duitsland        |
| 7      | Winkelcentrum Hansaviertel        | Winkels, restaurant, bioscoop | Ernst Zinsser en Hansrudolf Plarre          | Altonaer Straße 18–22 / Bartningallee 1-3 | 1957–1960   | Duitsland        |
| 8      |                                   | Woontoren                     | Luciano Baldessari                          | Bartningallee 5                           | 1956–1959   | Italië           |
| 9      |                                   | Woontoren                     | Jo van den Broek en Jaap Bakema             | Bartningallee 7                           | 1959–1960   | Nederland        |
| 10     |                                   | Woontoren                     | Gustav Hassenpflug                          | Bartningallee 9                           | 1956–1958   | Duitsland        |
| 11     |                                   | Woontoren                     | Raymond Lopez en Eugène Beaudouin           | Bartningallee 11–13                       | 1956-1957   | Frankrijk        |
| 12     |                                   | Woontoren                     | Hans Schwippert                             | Bartningallee 16                          | 1956–1958   | Duitsland        |
| 13     | Kunstacademie                     | Onderwijsgebouw               | Werner Düttmann                             | Hanseatenweg 10                           | 1954-1960   | Duitsland        |
| 14     | De vijfhoek                       | woonhuis                      | Otto H. Senn                                | Bartningallee 12                          | 1957        | Zwitserland      |
| 15     |                                   | Flatgebouw                    | Kay Fisker                                  | Bartningallee 10–10d                      | 1958        | Denemarken       |
| 16     |                                   | Etagewoningen                 | Max Taut                                    | Hanseatenweg 1–3                          | 1958        | Duitsland        |
| 17     |                                   | Etagewoningen                 | Franz Schuster                              | Hanseatenweg 6                            | 1957        | Oostenrijk       |
| 18     |                                   | Etagewoningen                 | Egon Eiermann                               | Bartningallee 2–4                         | 1961-1962   | Duitsland        |
| 19     | Spitzbein                         | Flatgebouw                    | Oscar Niemeyer                              | Altonaer Straße 4–14                      | 1956-1957   | Brazilië         |
| 20     |                                   | Flatgebouw                    | Fritz Jaenecke en Sten Samuelson            | Altonaer Straße 3–9                       | 1956-1957   | Zweden           |
| 21     | Hansabücherei                     | Bibliotheek                   | Werner Düttmann und Siegfried Böhmer        | Altonaer Straße 15                        | 1957        | Duitsland        |
| 22     |                                   | Flatgebouw                    | Alvar Aalto                                 | Klopstockstraße 30–32                     | 1956-1957   | Finland          |
| 23     |                                   | Flatgebouw                    | Pierre Vago                                 | Klopstockstraße 14–18                     | 1956-1957   | Frankrijk        |
| 24     |                                   | Flatgebouw                    | Walter Gropius en Wils Ebert                | Händelallee 3–9                           | 1956-1957   | Verenigde Staten |
| 25     | Giraffe                           | Woontoren                     | Klaus Müller-Rehm en Gerhard Siegmann       | Klopstockstraße 2                         | 1955–1957   | Duitsland        |
| 26     | Kaiser-Friedrich-Gedächtniskirche | Prot. kerk met gemeentehuis   | Ludwig Lemmer                               | Händelallee 20–22                         | 1956-1957   | Duitsland        |
| 27     | Eternit-Haus                      | Flatgebouw                    | Paul G. R. Baumgarten                       | Altonaer Straße 1                         | 1957        | Duitsland        |
| 28     |                                   | Laagbouw woningen             | Eduard Ludwig Tuin architect Ernst Cramer   | Händelallee 26–34                         | 1957        | Duitsland        |
| 29     |                                   | Patiowoningen                 | Arne Jacobsen                               | Händelallee 33–39                         | 1957-1958   | Denemarken       |
| 30     |                                   | Dubbelwoonhuis                | Johannes Gerhard Weber                      | Händelallee 29 en 41                      | 1957        | Duitsland        |
| 31     |                                   | Laagbouw woningen             | Alois Giefer en Hermann Mäckler             | Händelallee 43–47                         | 1957        | Duitsland        |
| 32     |                                   | Laagbouwwoningen              | Johannes Krahn                              | Händelallee 49–53                         | 1957        | Duitsland        |
| 33     |                                   | Woonhuis                      | Sergius Ruegenberg en Wolf von Möllendorff  | Händelallee 59                            | 1957        | Duitsland        |
| 34     |                                   | Laagbouwwoningen              | Sep Ruf                                     | Händelallee 55–57                         | 1957        | Duitsland        |
| 35     |                                   | Woonhuis                      | Günter Hönow                                | Händelallee 63                            | 1957        | Duitsland        |
| 36     | Hansa Grundschule                 | Basisschool                   | Bruno Grimmek                               | Lessingstraße 5                           | 1957        | Duitsland        |
| 37     |                                   | Congrescentrum                | Hugh Stubbins                               | J.F. Dullesallee 10                       | 1956-1957   | Verenigde Staten |
| 38     | Wohnmaschine                      | Flatgebouw                    | Le Corbusier                                | Flatowallee 16                            | 1956-1958   | Zwitserland      |
| 39     | U-Bahn Hansaplatz                 | Metrostation                  | Bruno Grimmek                               | Hansaplatz                                | 1955-1957   | Duitsland        |

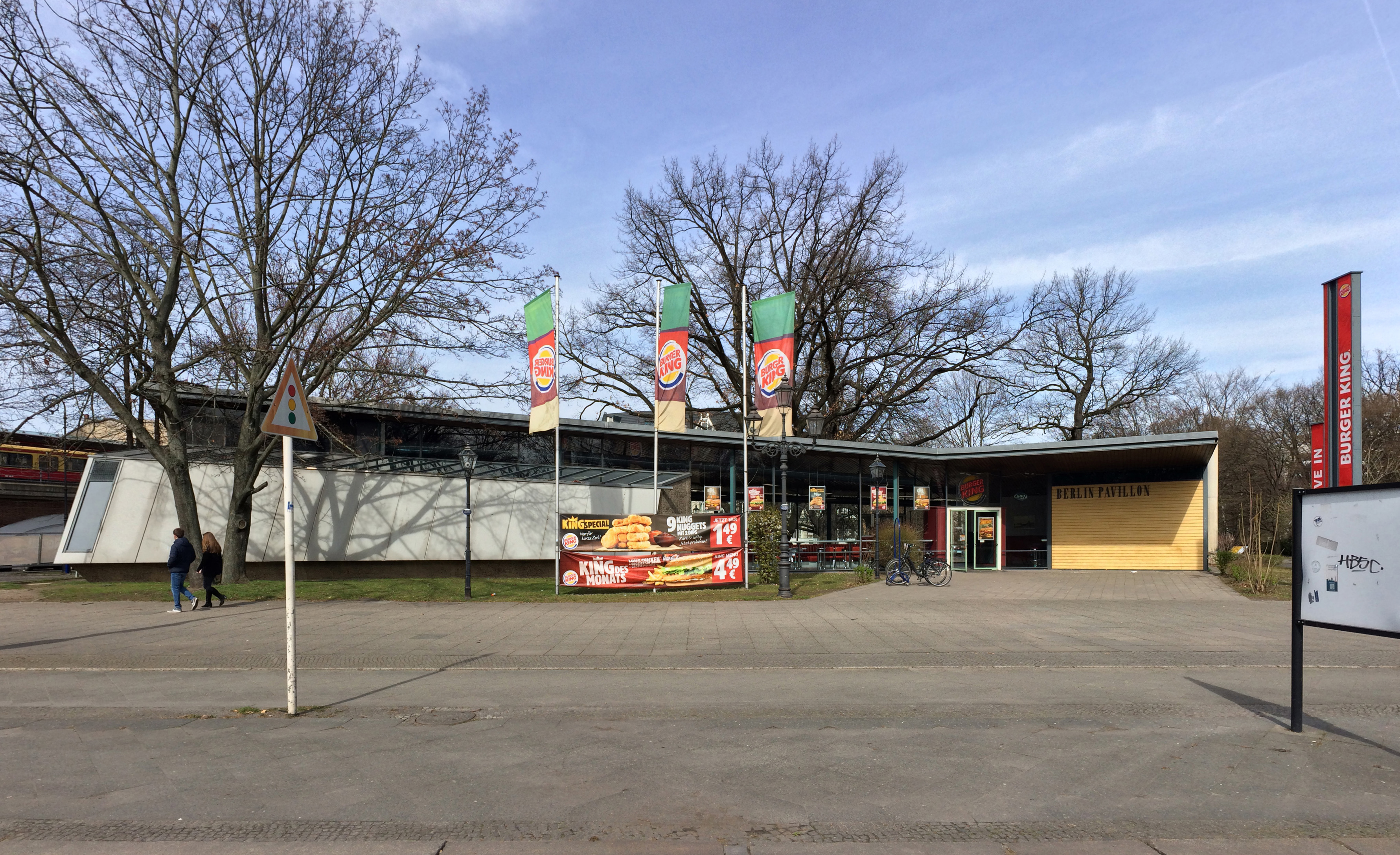
Gebouw 0
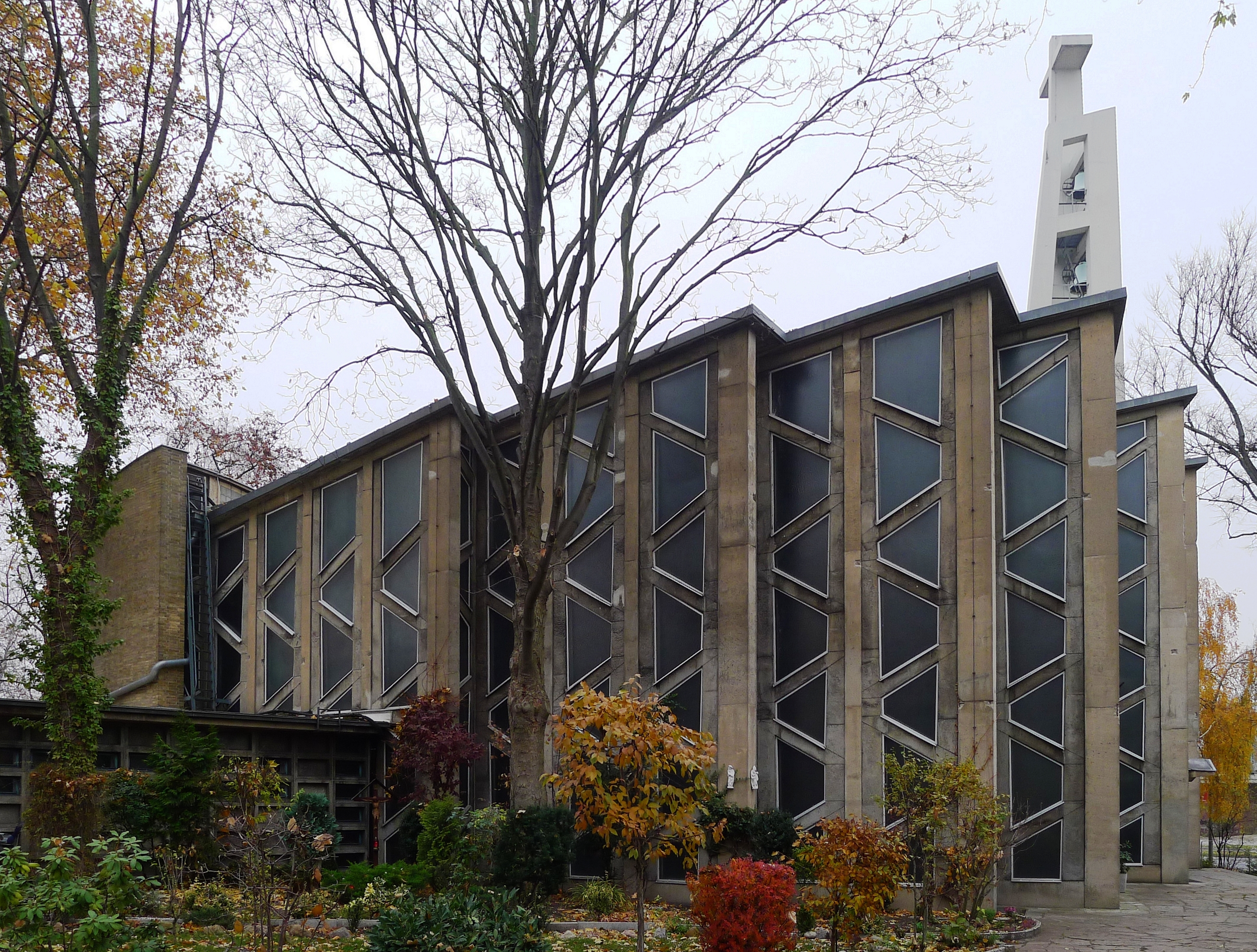
Gebouw 6
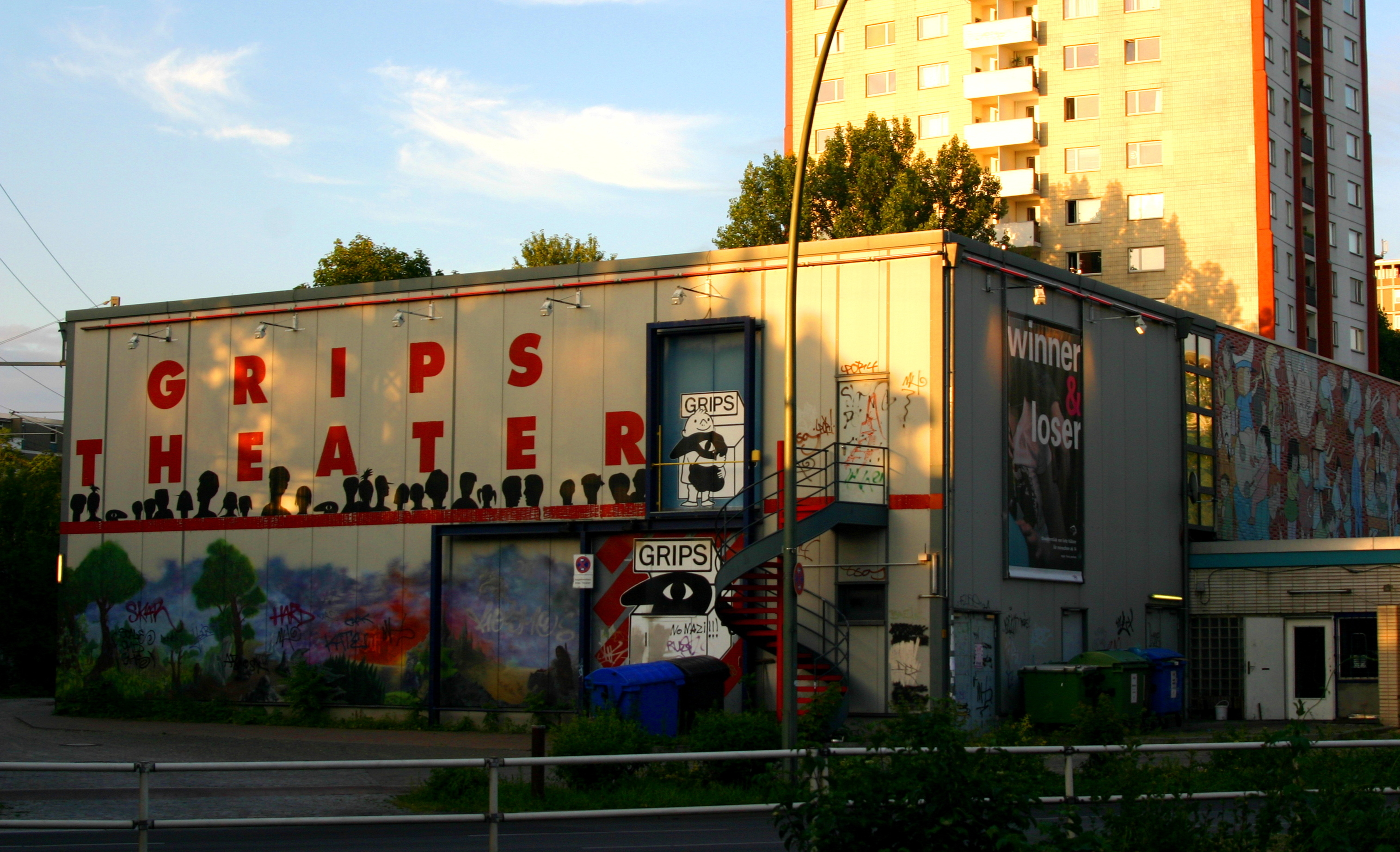
Gebouw 7
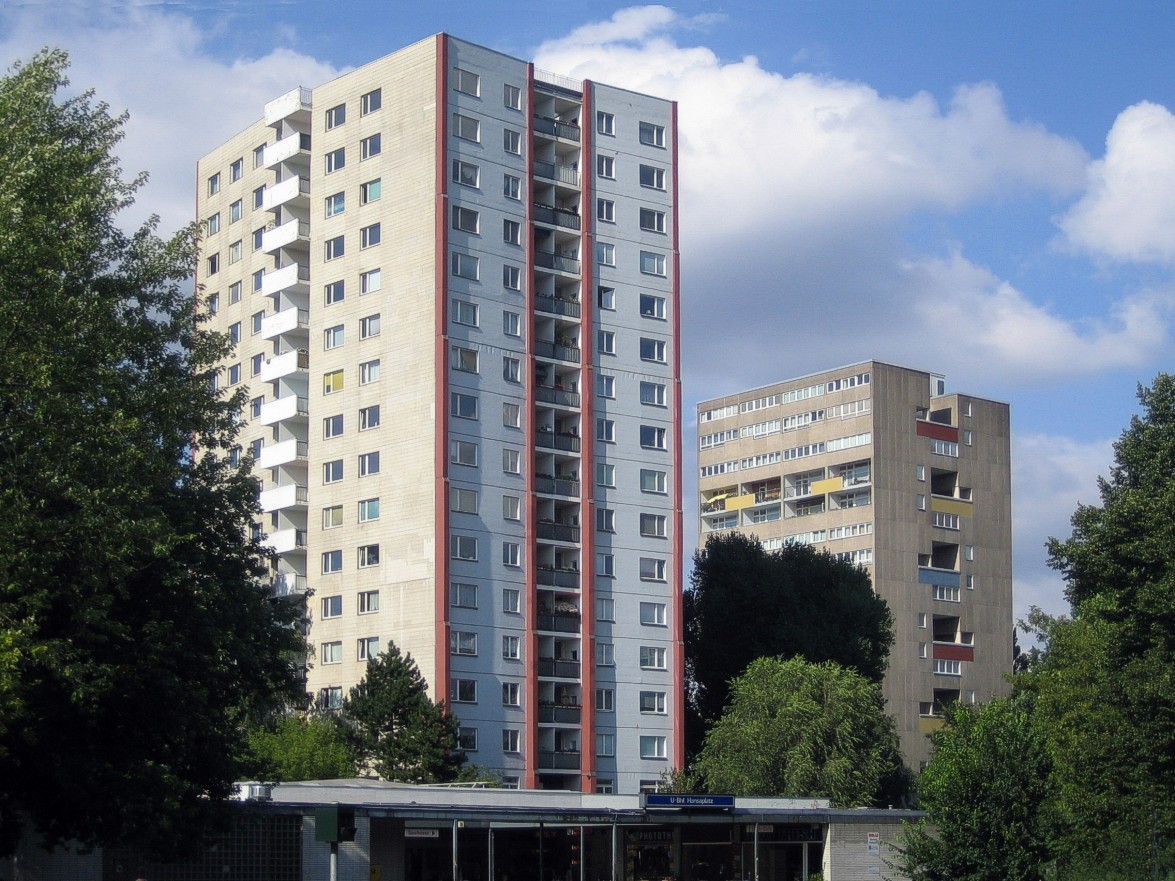
Gebouw 8 (links) en gebouw 9 (rechts)
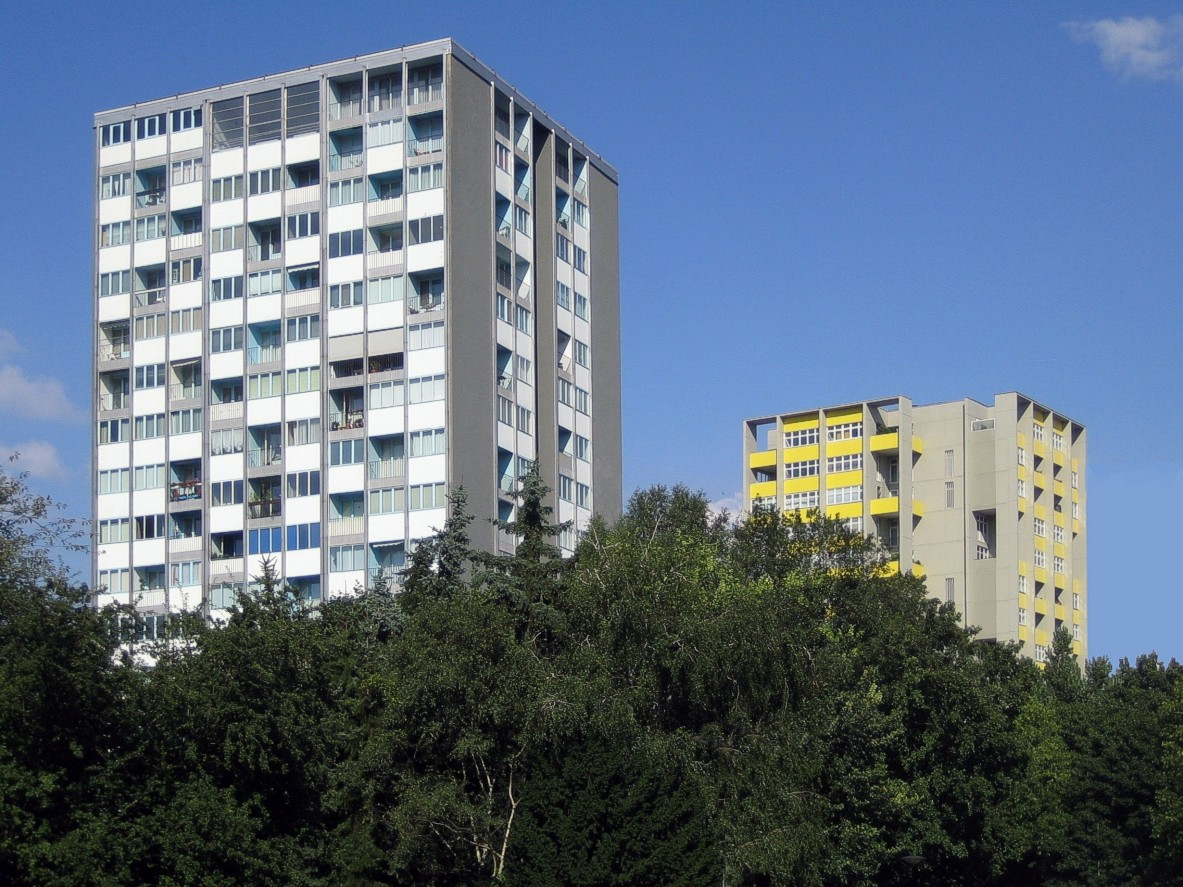
Gebouw 11 (links) en gebouw 12 (rechts)
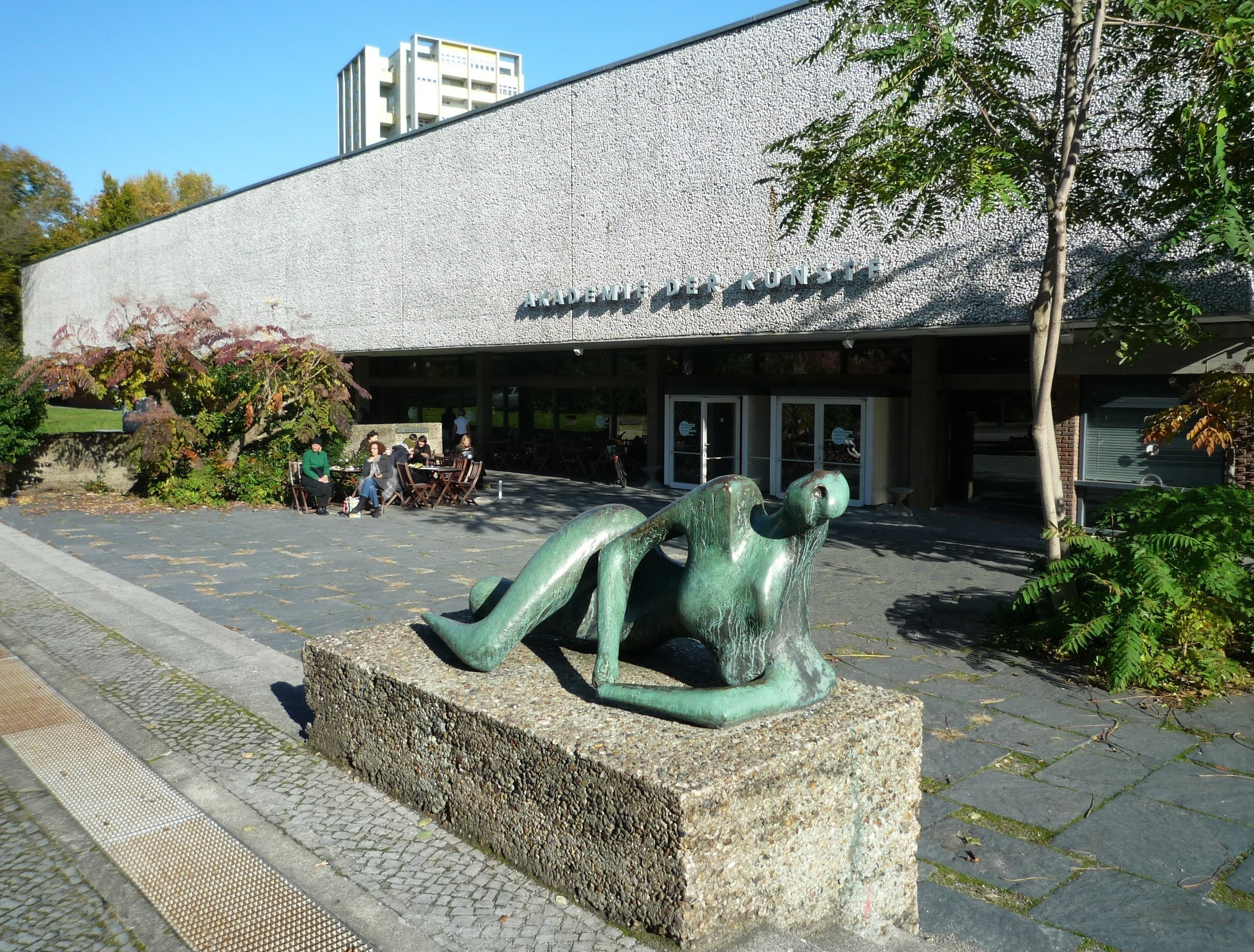
Gebouw 13
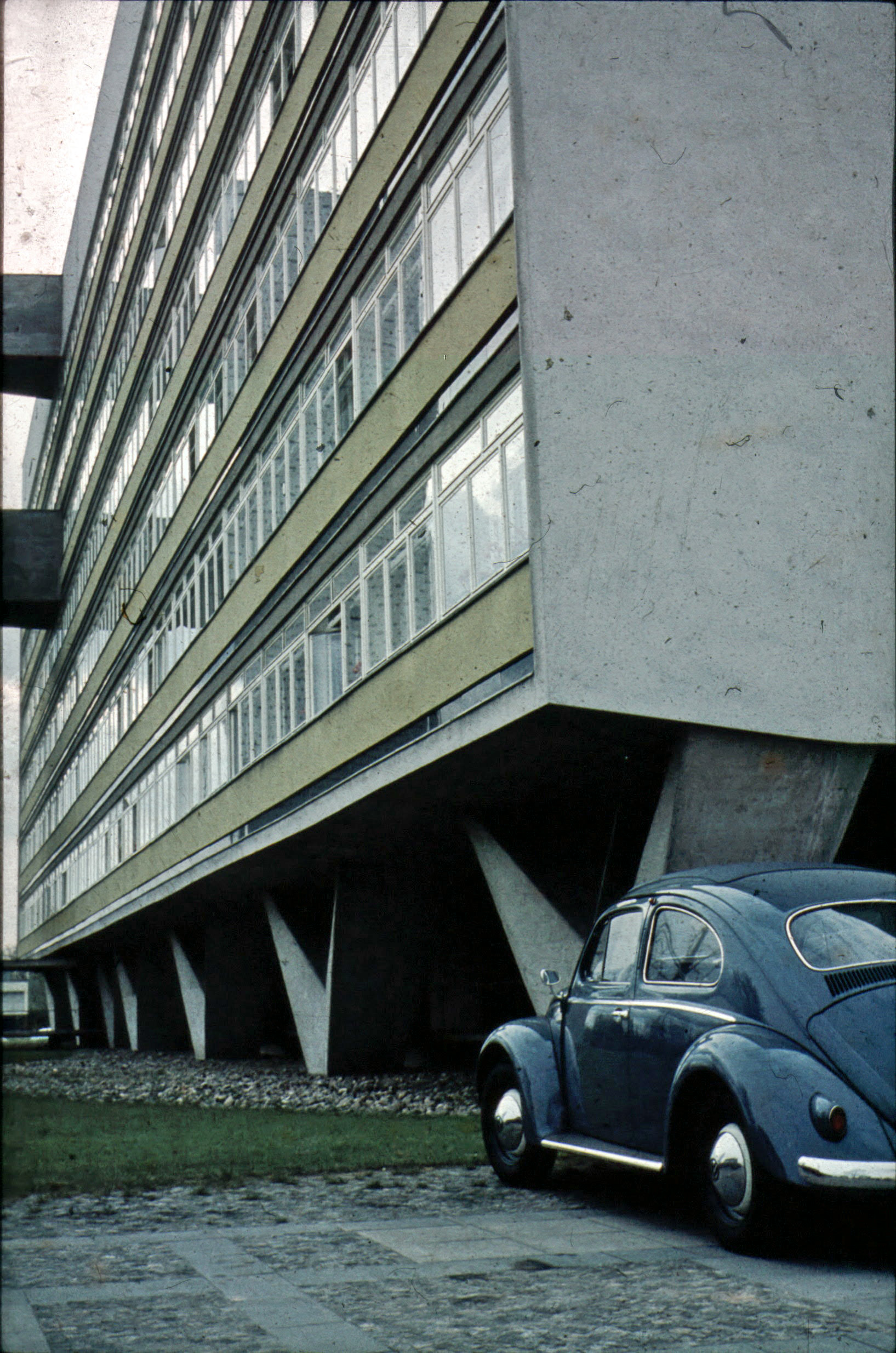
Gebouw 19
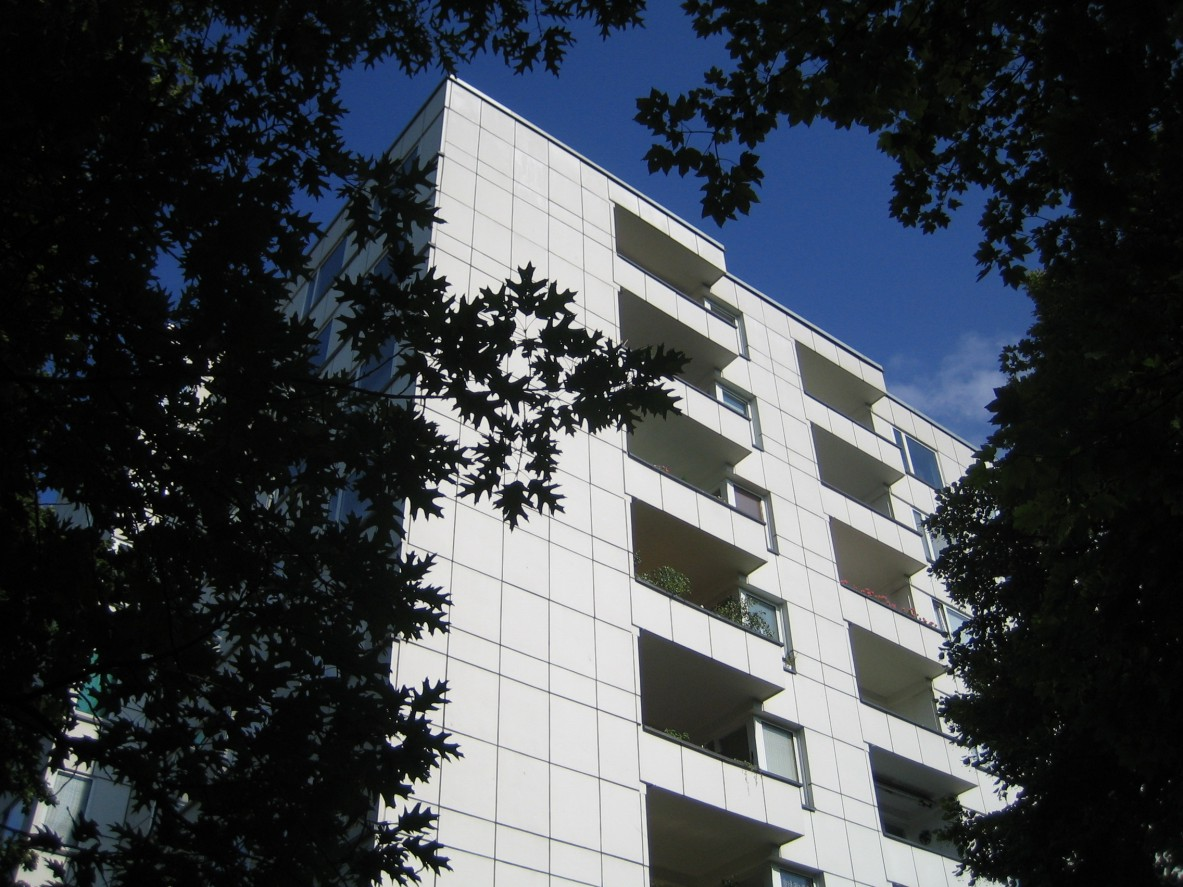
Gebouw 22
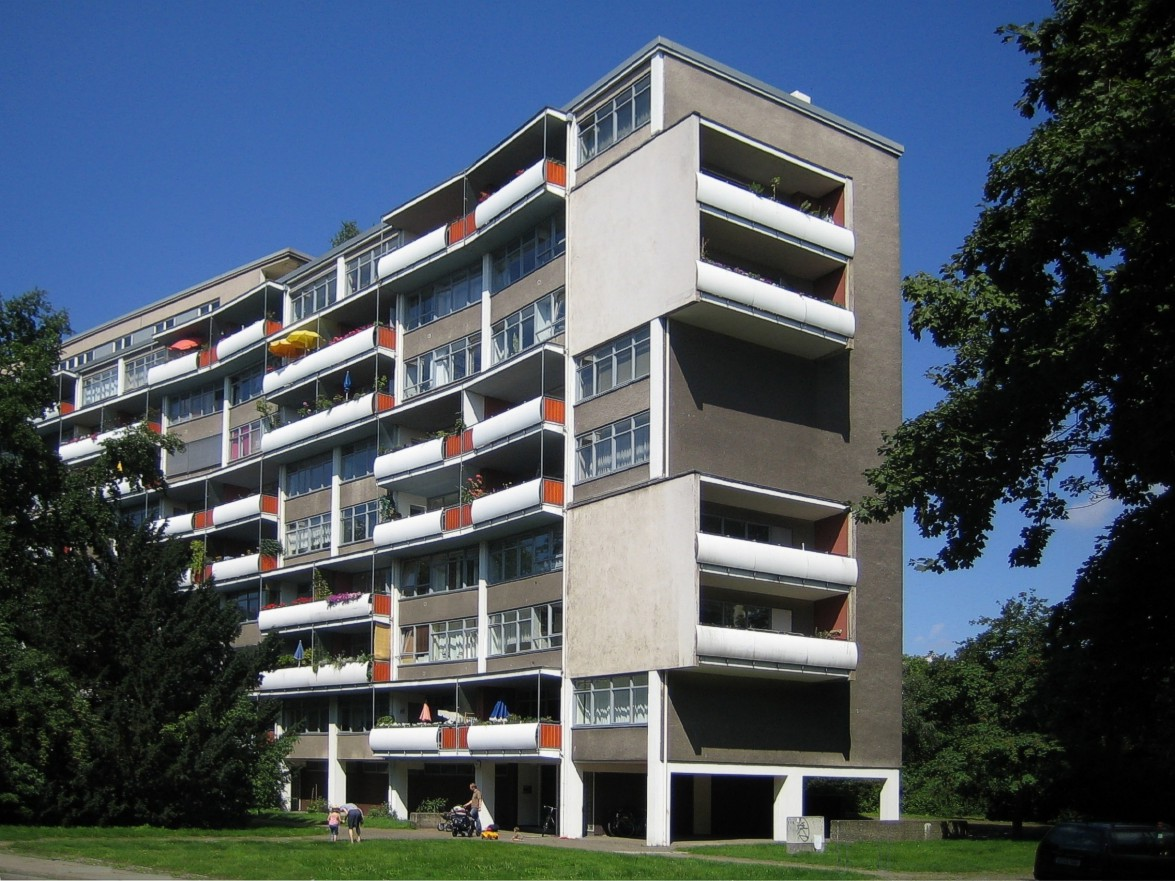
Gebouw 24
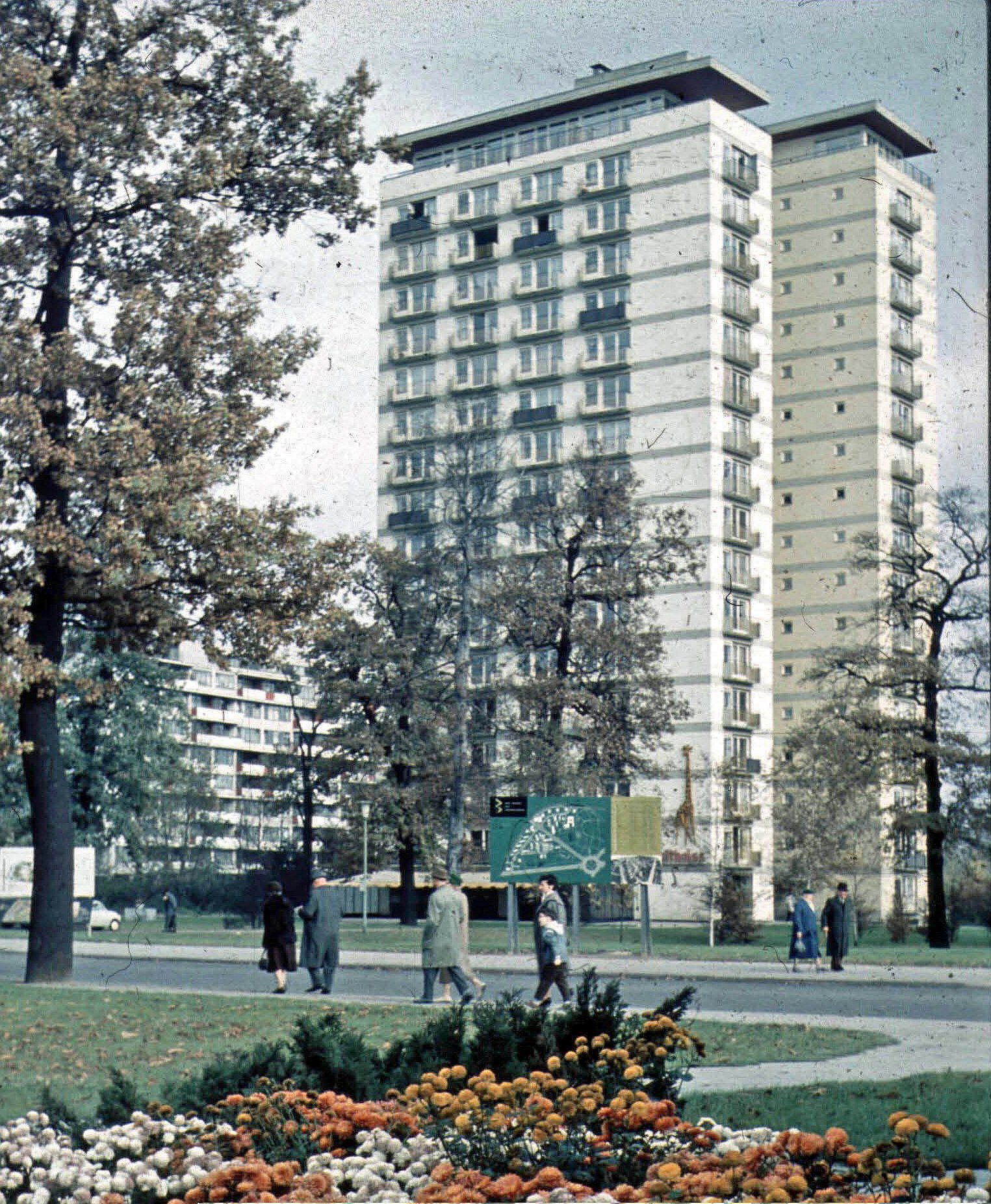
Gebouw 25
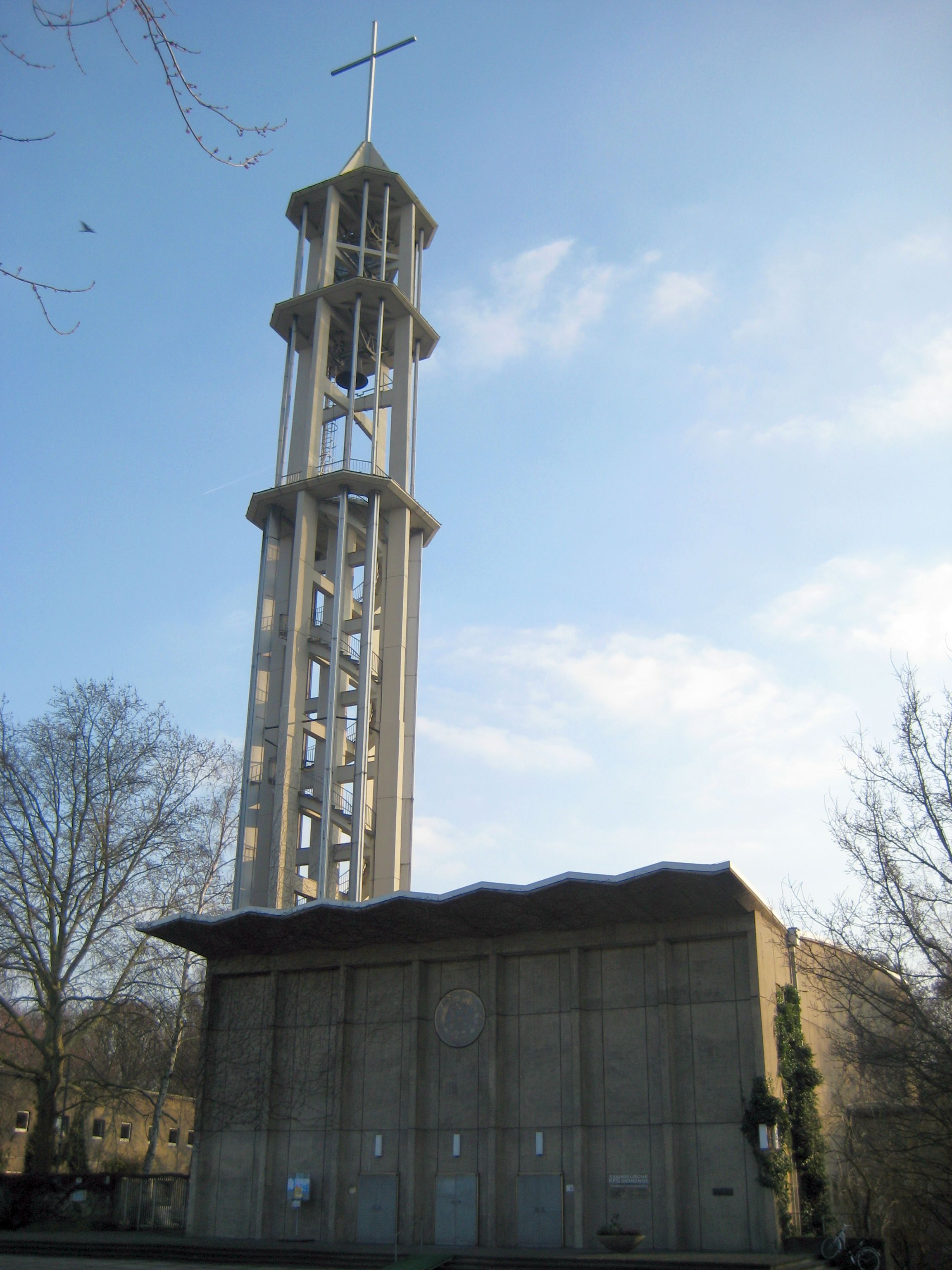
Gebouw 26
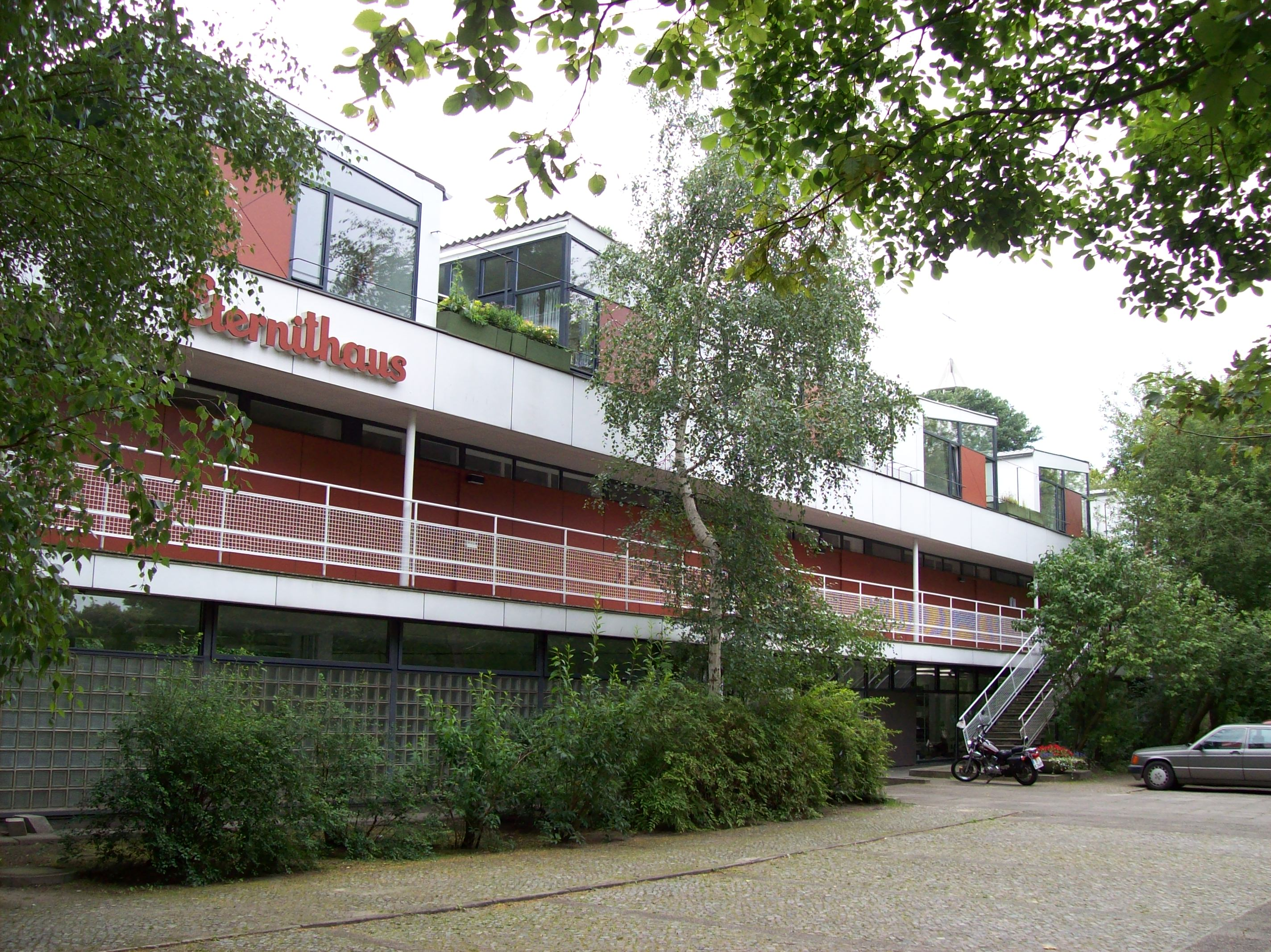
Gebouw 27
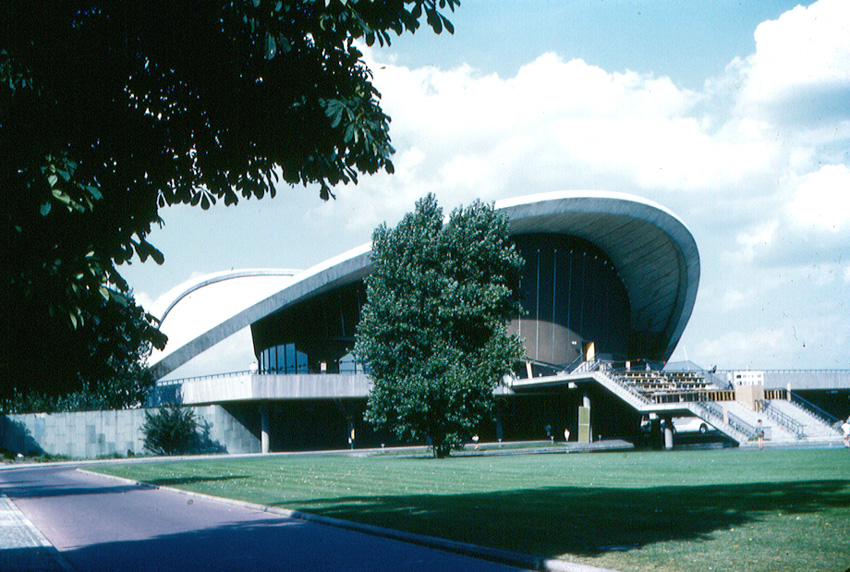
Gebouw 37
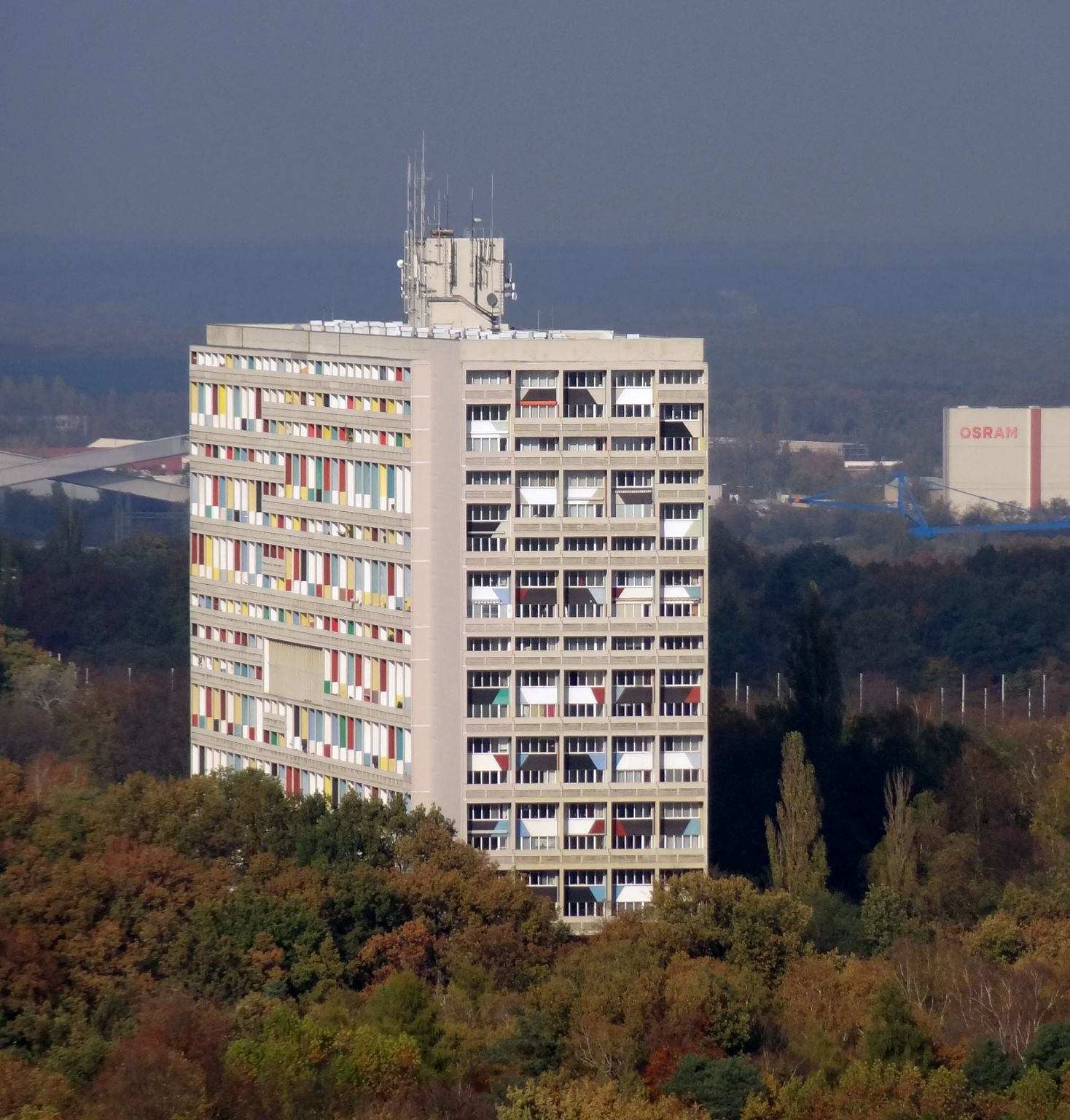
Gebouw 38
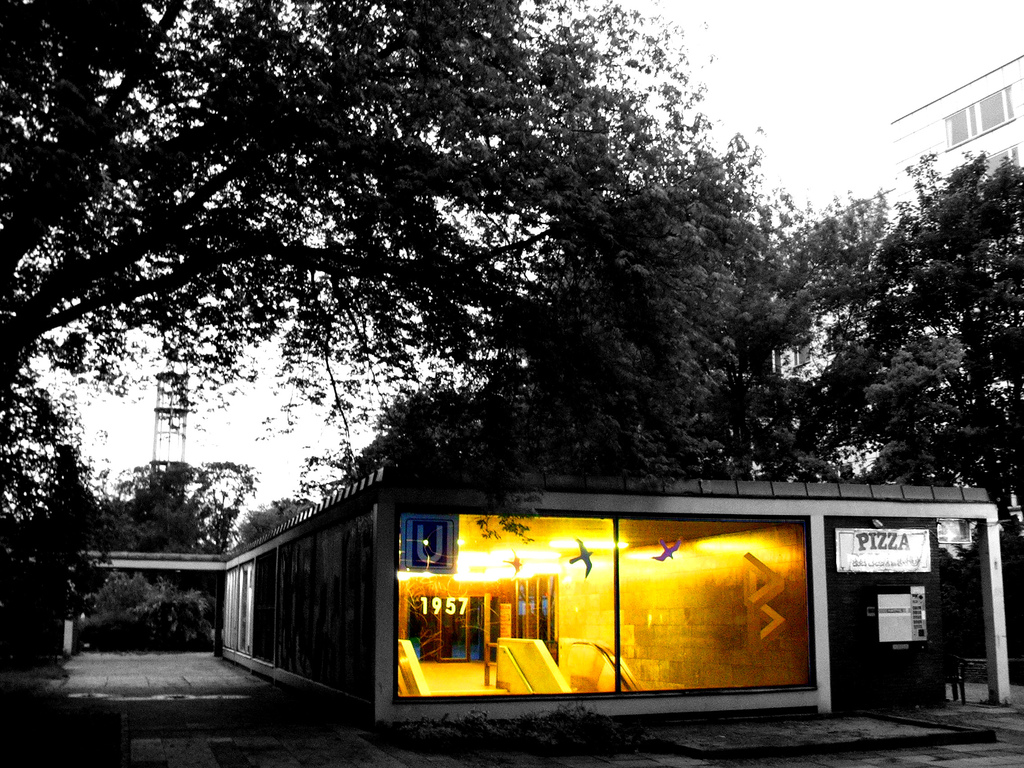
Gebouw 39
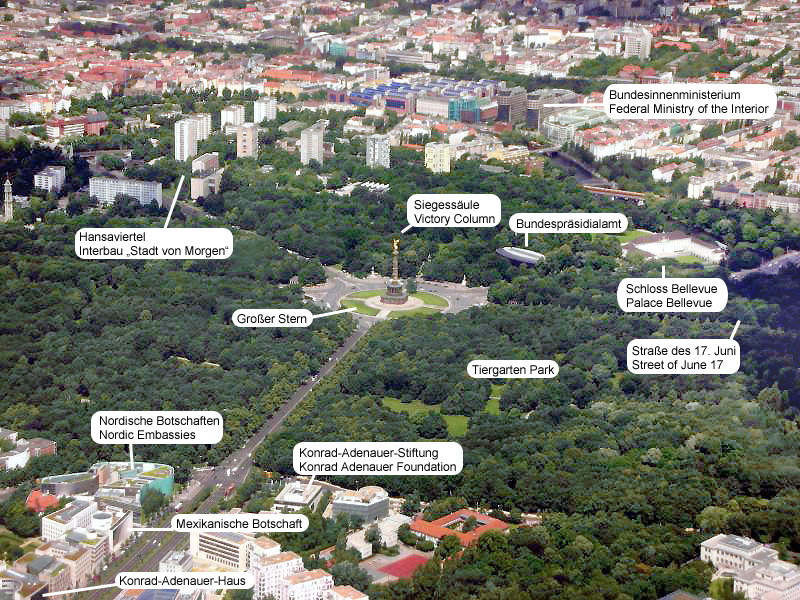
Vanuit de lucht

## Deelnemende kunstenaars
Behalve architecten waren de volgende kunstenaars betrokken:
- Charles Crodel in de Kaiser-Friedrich-Gedächtniskirche
- Gerhard Marcks in de Kaiser-Friedrich-Gedächtniskirche
- Georg Meistermann in der Kaiser-Friedrich-Gedächtniskirche
- Heinz Trökes Regenboogvenster in de Kaiser-Friedrich-Gedächtniskirche
- De Componist Max Baumann schreef voor de feestelijke opening van Interbau 57 het stuk Perspektiven I op. 55 voor een groot orkest.

## Berlijnse gelegenheidspostzegels voor Interbau 57

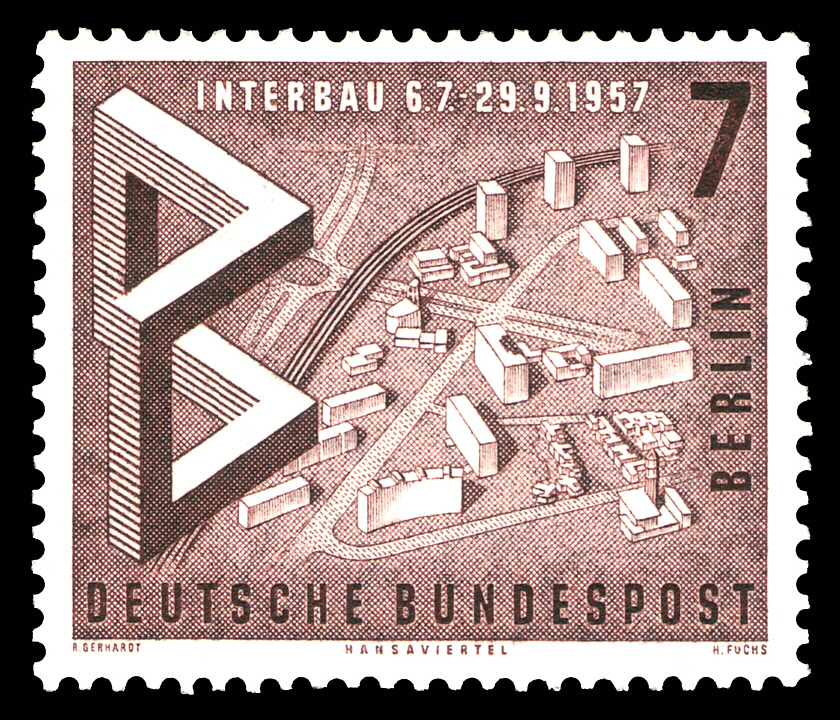
Het Hansaviertel
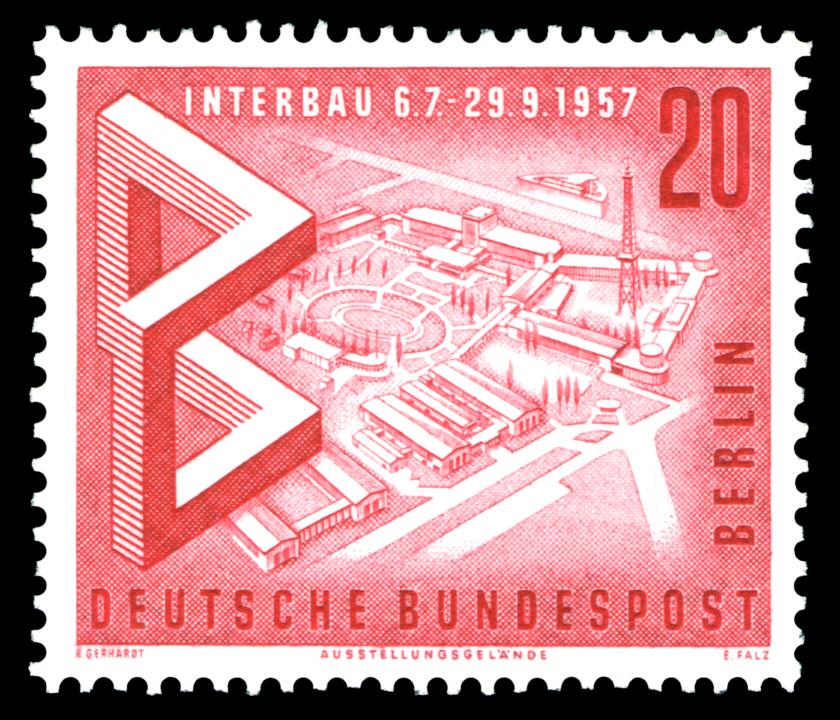
De jaarbeurs
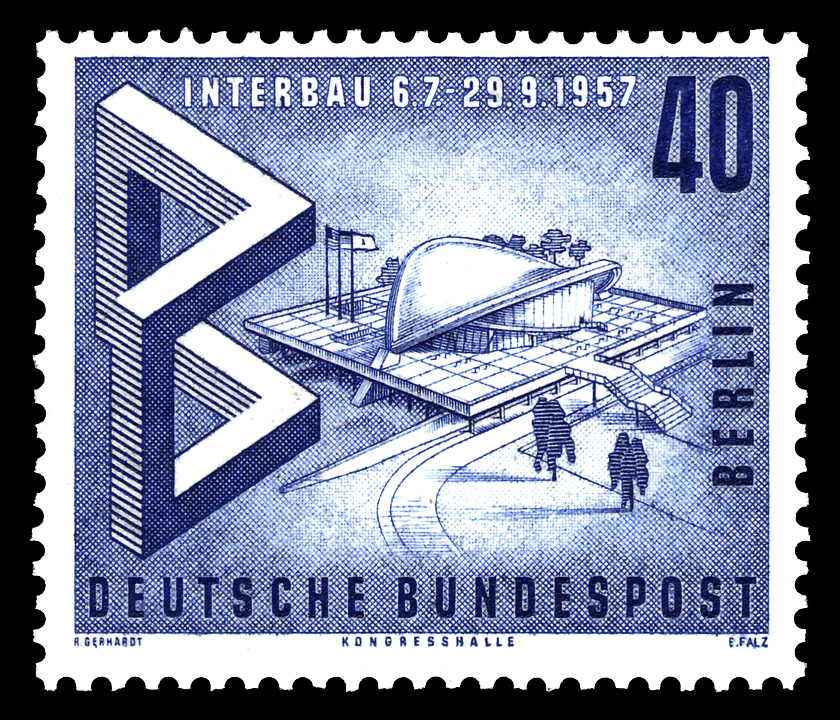
Het congresgebouw